# Iwan Dijksteel
Edgar Iwan Dijksteel (Suriname, 12 december 1952) is een Surinaams ex-militair. Wegens zijn betrokkenheid bij de Decembermoorden van 8 december 1982 werd hij in 2019 tot vijftien jaar gevangenisstraf veroordeeld.
Dijksteel was destijds chef van de veiligheidsunit en als lijfwacht belast met de veiligheid van Desi Bouterse. Hij was volgens de verklaring die afgelegd werd door vakbondsleider Fred Derby een van de vier militairen die hen in de nacht van de Decembermoorden van huis ophaalde. Derby moest naast Dijksteel achter in de auto plaatsnemen. Dijksteel heeft zelf ook verklaard dat hij Derby en André Kamperveen heeft opgehaald en ze naar Fort Zeelandia heeft gebracht maar verder niets met de verdere gang van zaken te maken heeft gehad die nacht. Na de moorden is hij reeds verhoord door majoor Ausan van de militaire politie.

## Decembermoorden-proces
Voor de aanvang van het Decembermoorden-proces in 2007 zei Dijksteel dat het onzin was dat hij destijds een van de schutters was. Op 31 oktober 2017 eiste auditeur-militair Roy Elgin tegen Dijksteel twintig jaar gevangenisstraf, de maximumstraf voor moord. Hij achtte wettig en overtuigend bewezen dat Dijksteel met zijn vuistvuurwapen op slachtoffers had geschoten. Volgens getuige Onno Flohr had Dijksteel geschoten op John Baboeram en Harold Riedewald.
Op 30 april 2018 vroeg advocaat Irwin Kanhai vrijspraak voor Dijksteel, en diens mede-verdachten Steven Dendoe en Ernst Gefferie. Kanhai stelde dat Dijksteel wel betrokken was geweest bij het ophalen van de latere slachtoffers, maar niet bij het doodschieten van hen.
Dijksteel werd op 29 november 2019 door de Surinaamse krijgsraad tot vijftien jaar gevangenisstraf veroordeeld. Het vonnis werd op 20 december 2023 tijdens het hoger beroep bevestigd. Sinds januari 2024 is hij voortvluchtig.